# Universidade do Cairo
A Universidade do Cairo (em árabe: جامعة القاهرة), anteriormente Universidade Egípcia e mais tarde Universidade Fuʾad) é um instituto de ensino superior situado em Gizé, no Egito. A universidade foi fundada em 21 de dezembro de 1908, como resultado de um esforço para estabelecer um centro nacional para o pensamento educacional. Vários colégios constituintes precederam a criação da universidade, incluindo a Faculdade de Engenharia (em árabe: كلية الهندسة) em 1816, que foi encerrada por Muhammad Said Paşa em 1854. A Universidade do Cairo foi fundada como uma universidade europeia, inspirada em ideais civis, em contraste com a universidade islâmica de al-Azhar, e tornou-se modelo para outras universidades estatais da região. A Universidade do Cairo inclui uma Faculdade de Direito e de uma Faculdade de Medicina. A Escola Médica, também conhecida como Kasr Alaini (em árabe: قصر العيني; romaniz.: Qasr-ul-'Ayni), foi uma das primeiras escolas médicas na África e no Médio Oriente. O seu primeiro prédio foi doado por Alaini Paşa. Desde então, sofreu ampla expansão, contando atualmente com 200 000 estudantes. 
Está classificada entre as 10 melhores universidades da África, ocupando a primeira posição.

## Faculdades e sucursais
- Faculdade de Economia e Ciência Política (FEPS)
- Faculdade de Direito
- Faculdade de Agricultura
- Faculdade de Comércio
- Faculdade de Informática e Informação
- Instituto de Estudos e Pesquisas Educacionais
- Faculdade de Engenharia
- Faculdade de comunicação de massa
- Faculdade de Medicina e arte
- Faculdade de Enfermagem
- Faculdade de Farmácia
- Faculdade de Fisioterapia
- Faculdade de Ciências
- Instituto de Pesquisa e Estudos Estatísticos
- Faculdade de Medicina Veterinária
- Instituto Nacional do Câncer
- Instituto Nacional Laser